# Jochen August
Jochen August (geboren 1954) ist ein deutscher Holocaustforscher und Übersetzer.

## Leben
Jochen August studierte Politikwissenschaften und russische Sprache und Literatur an der Freien Universität Berlin. Von 1988 bis 1992 arbeitete er als Studienleiter an der Internationalen Jugendbegegnungsstätte in Oświęcim/Auschwitz. Er forscht zur deutschen Besatzungspolitik in Polen 1939–1945 und zur Geschichte des Konzentrationslagers Auschwitz. Zusammen mit Götz Aly und Jan Philipp Reemtsma veröffentlichte er als Übersetzer und Herausgeber Die Auschwitz-Hefte. Im Jahr 1997 gab er einen Sammelband mit Beiträgen zur Sonderaktion Krakau heraus. 

## Schriften (Auswahl)

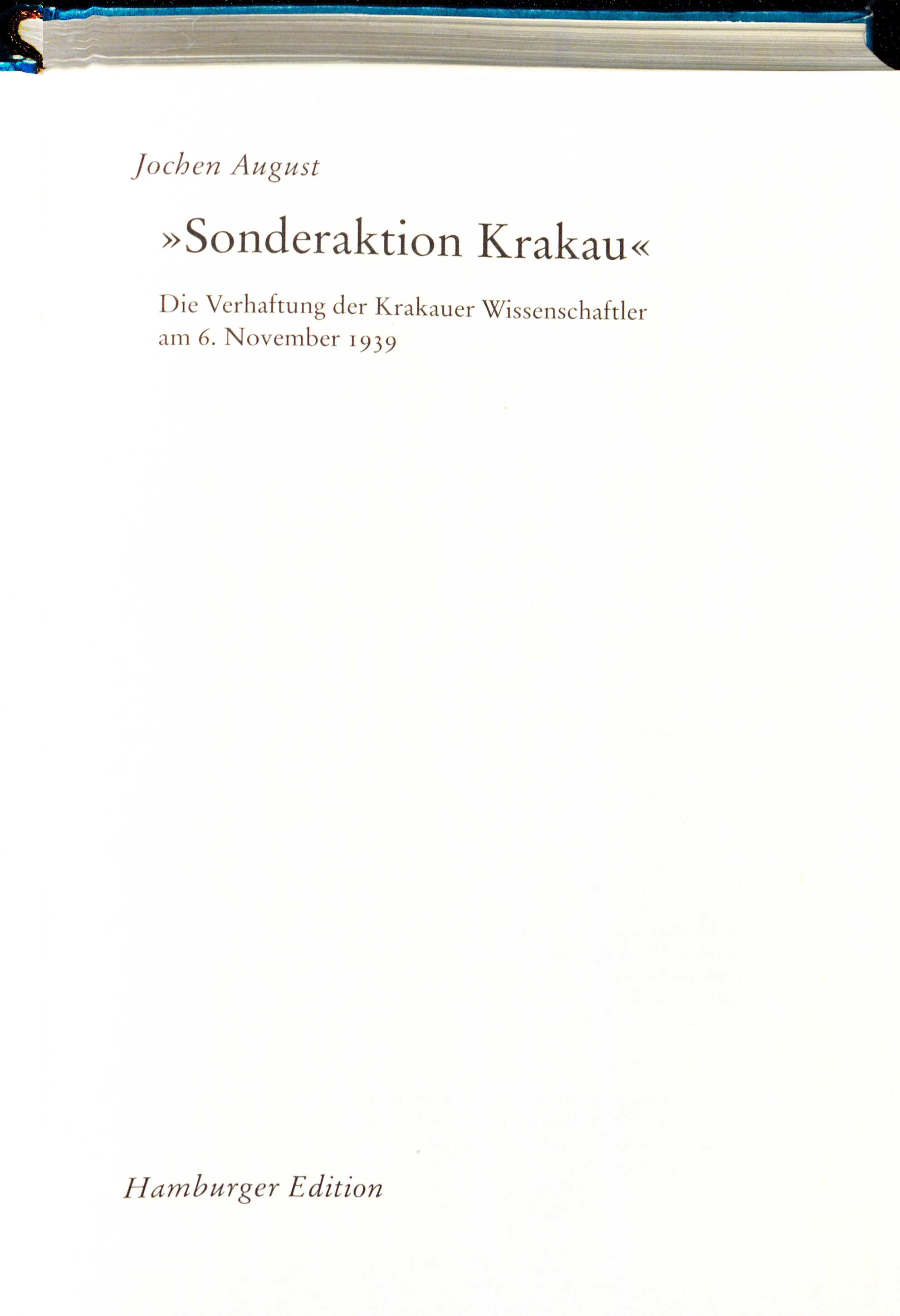
„Sonderaktion Krakau“ (1997)

- (Mitarbeit): Frieden schaffen ohne Waffen. Bornheim-Merten : Lamuv-Verlag, 1981 ISBN 978-3-921521-35-9
- (Mhrsg.): Herrenmensch und Arbeitsvölker : ausländische Arbeiter und Deutsche 1939–1945. Berlin : Rotbuch-Verlag, 1986 ISBN 978-3-940529-73-2
- Die Auschwitz-Hefte : Texte der polnischen Zeitschrift "Przegląd lekarski" über historische, psychische und medizinische Aspekte des Lebens und Sterbens in Auschwitz. Hrsg. vom Hamburger Institut für Sozialforschung. Aus dem Poln. übers. von Jochen August. Weinheim, Basel, 1987, erw. Neuausgabe Hamburg 1994
- Annäherung an Auschwitz : ein Versuch. Wiesbaden : Hessische Landeszentrale für Politische Bildung, 1994
- (Hrsg.): "Sonderaktion Krakau" : die Verhaftung der Krakauer Wissenschaftler am 6. November 1939. Einleitung, Kurzbiografien und Übersetzung der Dokumente aus dem Polnischen Jochen August. Hamburg : Hamburger Edition, 1997 ISBN 978-3-930908-28-8
- Danuta Wesołowska: Wörter aus der Hölle : die "lagerszpracha" der Häftlinge von Auschwitz. Übersetzung aus dem Polnischen Jochen August. Kraków : Impuls, 1998 ISBN 978-83-86994-89-2
- Wacław Długoborski, Franciszek Piper (Hrsg.): Auschwitz 1941–1945. Studien zur Geschichte des Konzentrations- und Vernichtungslagers Auschwitz. (Bd. 1 bis 3) Aus dem Polnischen von Jochen August. Oswiecim, Verlag des Staatlichen Museums Auschwitz-Birkenau, 1999